# 吴梦
吴梦（2002年10月2日—）来自吉林省吉林市，是一名中国女子自由式滑雪运动员，主攻U型池。她原本练习的是体操，直到2014年才开始练习自由式滑雪。2017年，她在新西兰卡德罗纳完成个人的世界杯分站赛首秀。2018年，她获得平昌冬奥参赛资格，并以15岁140天的年龄成为该届冬奥所有参赛选手中年龄最小的。